# Бой под Любанью (1794)
Битва под Любанью произошла 4 сентября 1794 года во время польского восстания под руководством Тадеуша Костюшко.

## Рейд Стефана Грабовского
После капитуляции Вильнюса (12 августа) главнокомандующий литовских войск генерал-лейтенант Михаил Виельгорский поручил полковнику Стефану Грабовскому предпринять глубокий рейд в тыл русским войскам. С. Грабовский двинулся на белорусские земли, отошедшие к России после второго раздела Речи Посполитой, чтобы попытаться поднять там антироссийское восстание. Эта акция должна была привлечь основные силы русской армии и дать возможность литовским войскам отбить Вильно или отступить в Гродно.
15 августа Стефан Грабовский со своим отрядом выступил из Орана, имея под своим командованием 1800 человек и 5 орудий. На следующий день он прибыл в Ивье. 23 августа Грабовский прибыл в Ракови стал угрожать Минску. Русское командование, обеспокоенное рейдом Грабовского, отправило против него из-под Вильно дивизии генерал-майора П. Д. Цицианова и генерал-майора И. И. Германа. Против литовцев выступил корпус В. Дерфельдена из Ружан, а также отряды полковников Миллера, Ланского и Львова.
В этой ситуации С. Грабовский отказался от наступления на Минск и устремился маршем 24 августа на Койданово. По пути ночью 30 августа литовцы разоружили русский гарнизон в Бобруйске и заняли город. Из Бобруйска С. Грабовский повернул на Слуцк. 1 сентября под Глуском авангард дивизии П. Д. Цицианова догнал литовцев, но С. Грабовский смог избежать боя и 2 сентября прибыл в Любань.

## Битва
3 сентября Стефан Грабовский переправил через р. Орессу регулярные силы — 500 пехотинцев, 200 всадников и 5 орудий. На левом берегу реки он оставил нерегулярные силы численностью около 1100 человек. Между тем генерал-майор Павел Цицианов со своей дивизией (4 тыс. чел. и 17 орудий) подошёл к литовским позициям, переправил свои главные силы через р. Орессу и отрезал Грабовскому путь к отступлению. Полковник Грабовский бросил в атаку пехоту, но русские отбили врага. Под нарастающим давлением превосходящих русских сил Стефан Грабовский отступил в сторону Любани. В это время русские четыре раза нападали на литовцев, но были каждый раз отражены.
Вторая колонна войск П. Д. Цицианова атаковала нерегулярные отряды литовской дивизии Грабовского, стоявшие на другом берегу р. Орессы, которые в конце концов капитулировали. Русские в течение длительного времени не могли сломить сопротивление батальона 7-го пехотного полка литовской армии. Князь Павел Цицианов предложил Стефану Грабовскому добровольно сдаться, последний вечером согласился капитулировать. Часть литовской кавалерии смогла вырваться из окружения через болота. Литовцы потеряли в бою под Любанью около 300 человек убитыми, около 1100 пленными и 5 орудий. Русские потеряли около 300 человек.